# Drei-Steine-Feuer

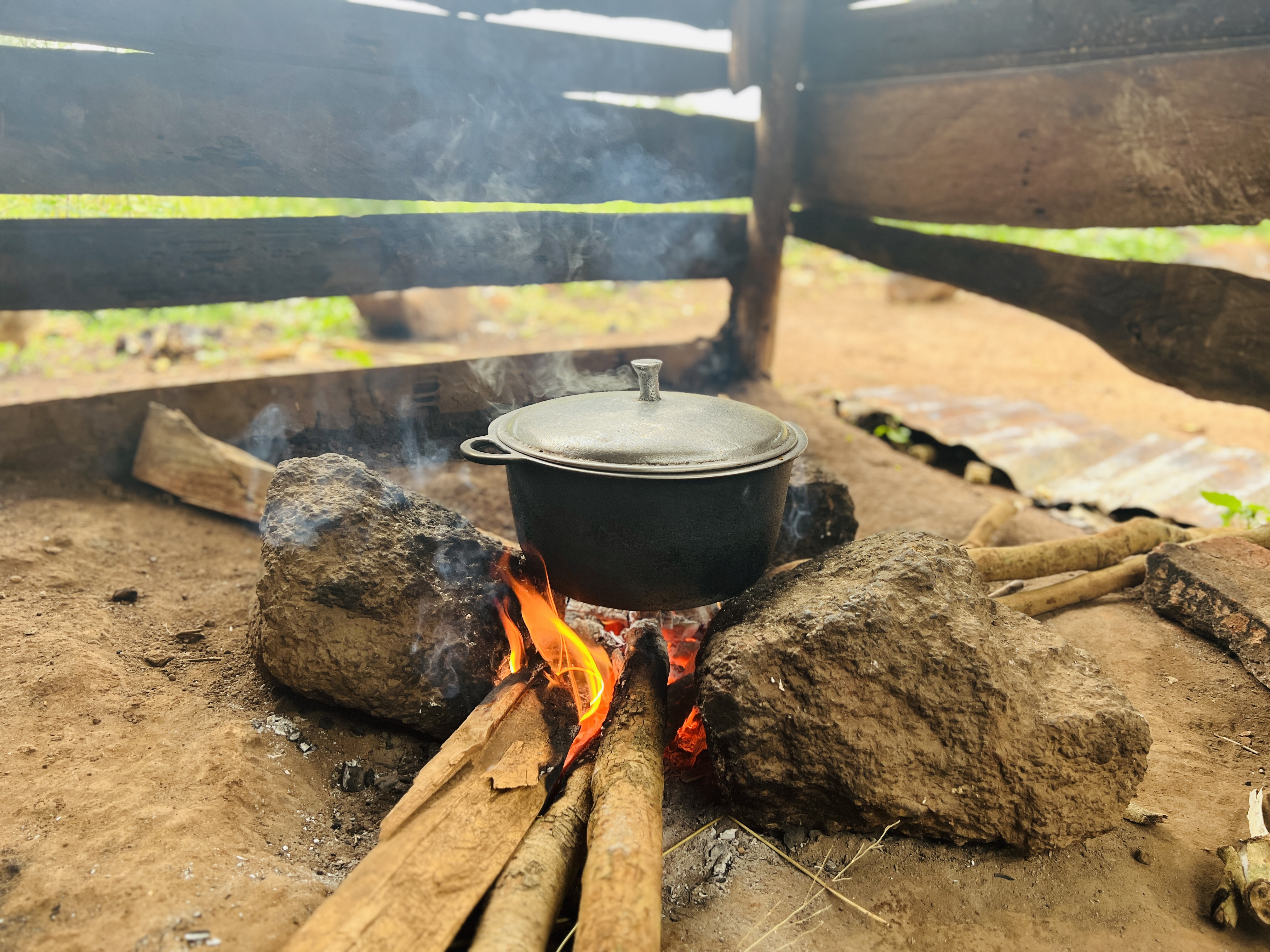
Drei-Steine-Feuer mit Kochtopf in Uganda

Drei-Steine-Feuer werden als traditionelle Kochstellen genutzt. Sie sind weltweit insbesondere in Schwellen- und Entwicklungsländern weit verbreitet.

## Beschreibung
Wie der Name es zusammenfasst, werden bei einem Drei-Steine-Feuer dicht um die Feuerstelle am Boden mindestens drei große Steine platziert, auf die wie auf einem Herd ein Kochtopf gestellt werden kann. Anstatt herkömmlichen Steinen können auch andere Gegenstände wie Ziegelsteine oder Dosen verwendet werden. Die Drei-Steine-Feuer sind im Vergleich zu Kochöfen wenig energieeffizient. Nur etwa 10 Prozent der Hitze wird für die Erwärmung des darüber platzierten Kochtopfes genutzt. Im Laufe der Menschheitsgeschichte hat das simple Design aber eine wichtige Rolle gespielt.
Einem Bericht der Internationalen Energieagentur von 2010 nach kochen rund 2,7 Milliarden Menschen mit Pflanzenresten, Dung, Holzkohle und vor allem Holz. 1,4 Milliarden Menschen hatten demnach keinen Zugang zu Elektrizität. In Entwicklungsländern, in denen bei vielen Familien oft Öfen fehlen, sind traditionelle, offene Kochstellen weit verbreitet. Bei diesen werden häufig Drei-Steine-Feuer eingesetzt. Auch bei Outdooraktivitäten finden sie als temporäre Kochstellen weltweit Verwendung.

## Negative Folgen traditioneller Kochstellen

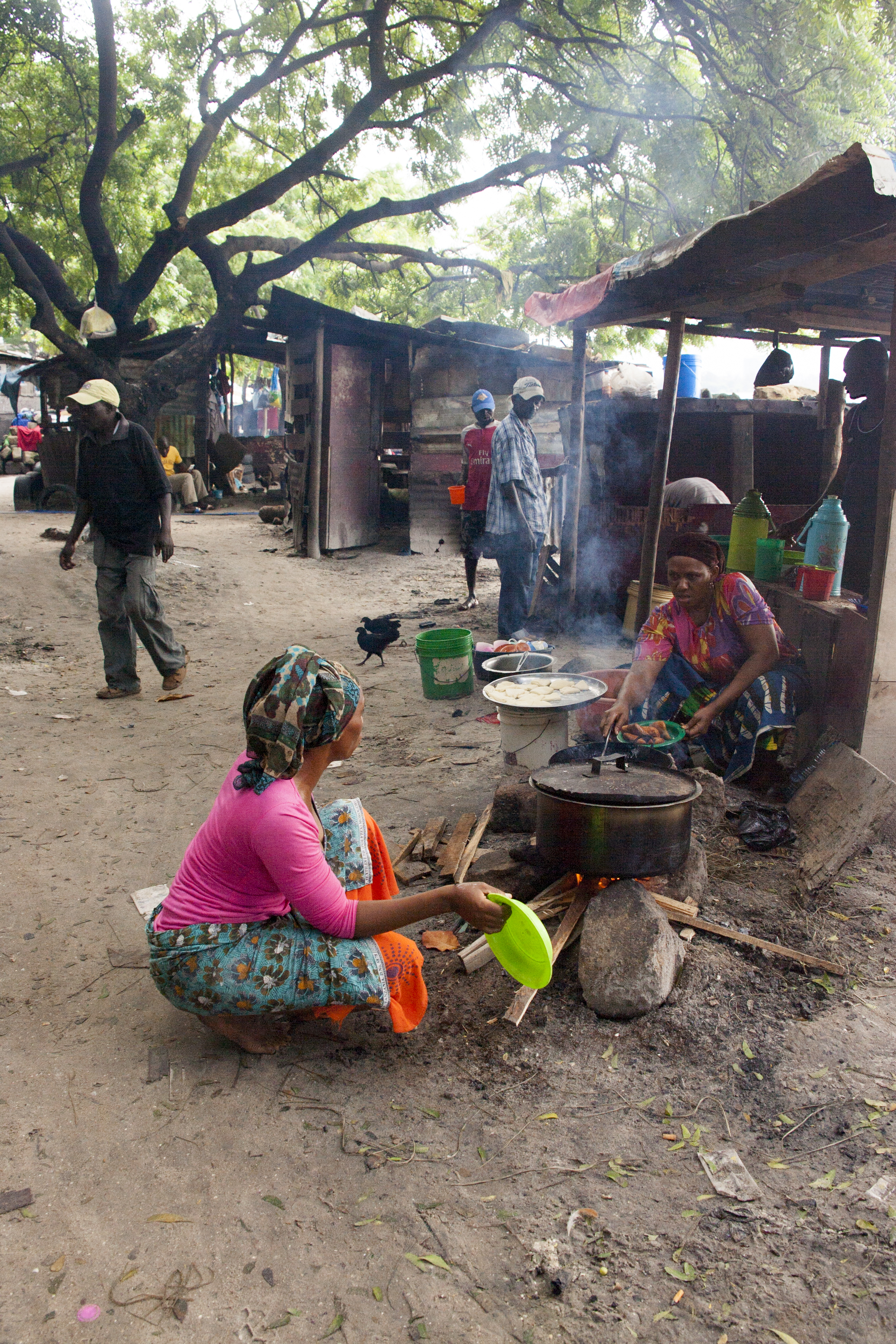
Frauen beim Kochen an einem Drei-Steine-Feuer in Tansania – Frauen und Kinder sind der giftigen Rauchentwicklung an traditionellen Kochstellen besonders stark ausgesetzt.

Rußende Feuerstellen wirken sich negativ auf die Gesundheit aus. Laut der Weltgesundheitsorganisation sterben jährlich 1,5 Millionen Menschen an Atemwegserkrankungen, die Folgen von Holzverbrennung sind. Dem giftigen Rauch sind dabei wegen der traditionellen gesellschaftlichen Rollenverteilungen hauptsächlich Frauen und Kinder ausgesetzt. Traditionelle Kochstellen sind auch ein ökologisches Problem, da für das Sammeln des benötigten Brennholzes die Entwaldung fortschreitet. Die Holzverbrennung produziert zudem viel Kohlenstoffdioxid und verstärkt somit die globale Erwärmung. Mit einem effizienten Herd anstelle einer traditionellen Kochstelle kann eine Familie den Brennstoffverbrauch etwa um die Hälfte senken und jährlich 1,5 Tonnen CO2 einsparen. Das Holzeinsammeln kostet zudem Zeit, die anderweitig wirtschaftlicher genutzt werden könnte. Aus diesen Gründen wird sich in der Entwicklungszusammenarbeit stark für die Verbreitung von effizienten Öfen eingesetzt (z. B. Globale Allianz für saubere Kochherde).

## Drei-Steine-Feuer in der Kultur
Ein in afrikanischen Ländern verbreitetes Sprichwort lautet: „Drei Steine sind nötig, damit ein Kochtopf stehen kann“. Es symbolisiert die Notwendigkeit für Geschlossenheit und kollektive Verantwortung. Ein weiteres Sprichwort in Swahili lautet übersetzt: „Zwei Kochsteine bringen den Kochtopf nicht zum Kochen“ und steht ebenfalls für Zusammenarbeit. „Die drei Steine sind kalt“ steht für mangelnde Gastfreundschaft. Das Drei-Steine-Feuer wird zudem mit der Dreieinigkeit verglichen.